# Forgan (Oklahoma)
Forgan é uma cidade  localizada no estado norte-americano de Oklahoma, no Condado de Beaver.

## Demografia
Segundo o censo norte-americano de 2000, a sua população era de 532 habitantes.
Em 2006, foi estimada uma população de 490, um decréscimo de 42 (-7.9%).

## Geografia
De acordo com o United States Census Bureau tem uma área de
1,0 km², dos quais 1,0 km² cobertos por terra e 0,0 km² cobertos por água. Forgan localiza-se a aproximadamente 790 m acima do nível do mar.

## Localidades na vizinhança
O diagrama seguinte representa as localidades num raio de 40 km ao redor de Forgan.